# Quetteville
Quetteville är en kommun i departementet Calvados i regionen Normandie i norra Frankrike. Kommunen ligger i kantonen Honfleur som ligger i arrondissementet Lisieux. År 2022 hade Quetteville 398 invånare.

## Befolkningsutveckling
Antalet invånare i kommunen Quetteville
Referens:INSEE